# Gran Premio Città di Camaiore 1992
Il Gran Premio Città di Camaiore 1992, quarantatreesima edizione della corsa, si svolse il 5 agosto 1992 su un percorso di 209,5 km, con partenza e arrivo a Camaiore. La vittoria fu appannaggio dell'italiano Davide Cassani, che completò il percorso in 5h06'25", alla media di 41,023 km/h, precedendo i connazionali Gianni Faresin e Marco Lietti.

## Ordine d'arrivo (Top 10)
| Pos. | Corridore           | Squadra                   | Tempo    |
| ---- | ------------------- | ------------------------- | -------- |
| 1    | Davide Cassani      | Ariostea                  | 5h06'25" |
| 2    | Gianni Faresin      | ZG Mobili-Selle Italia    | a 0'03"  |
| 3    | Marco Lietti        | Ariostea                  | a 0'20"  |
| 4    | Alberto Elli        | Ariostea                  |          |
| 5    | Felice Puttini      | ZG Mobili-Selle Italia    |          |
| 6    | Gianluca Tonetti    | Jolly Componibili-Club 88 |          |
| 7    | Stefano Colagè      | ZG Mobili-Selle Italia    |          |
| 8    | Davide Rebellin     | GB-MG Maglificio          |          |
| 9    | Giuseppe Calcaterra | Amore & Vita              |          |
| 10   | Roberto Conti       | Ariostea                  |          |